# 壬生町 (広島県)

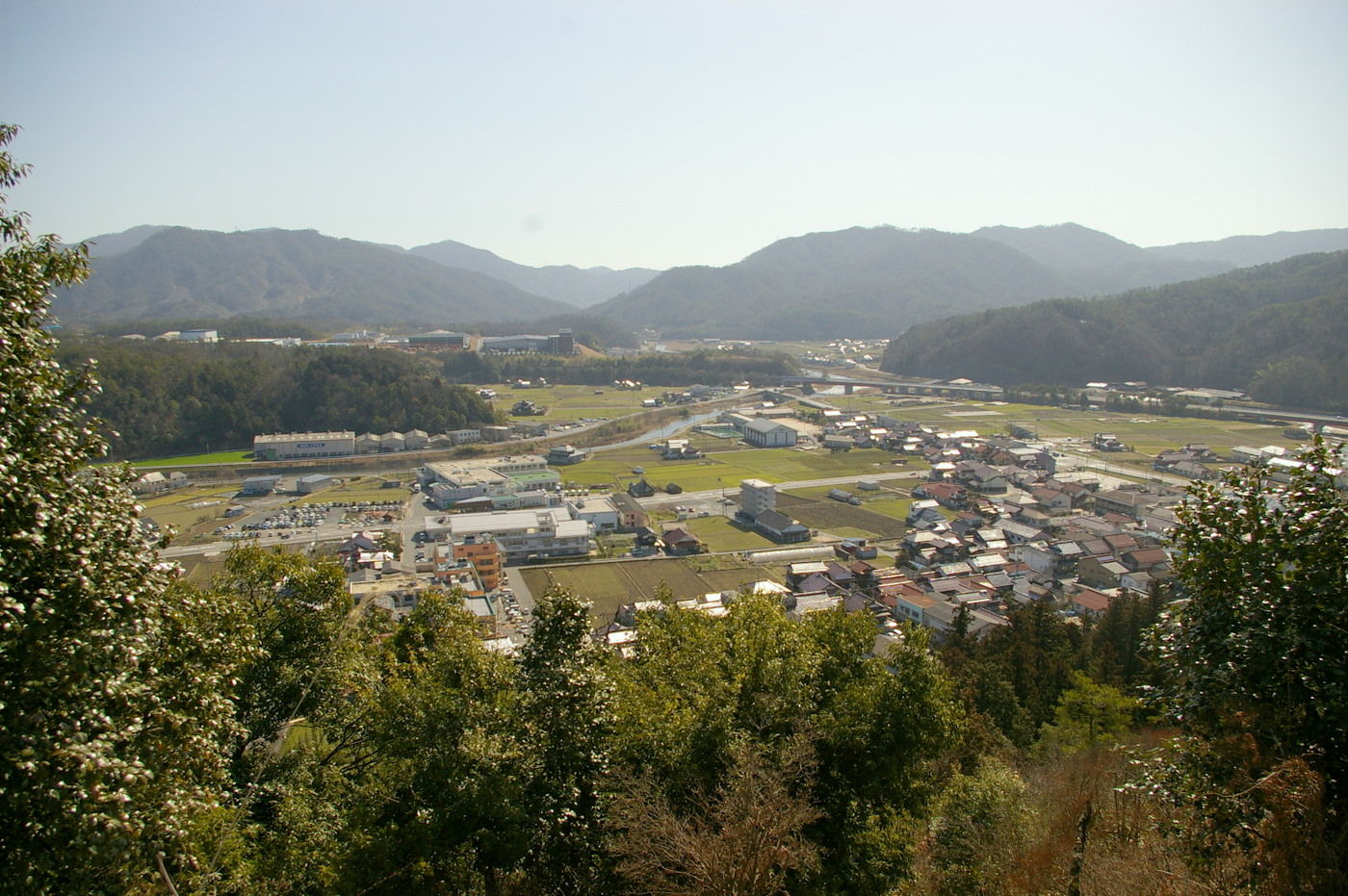
壬生眺望

壬生町（みぶちょう）は広島県南西部、山県郡に属していた町。現在の北広島町の東端部、中国自動車道千代田インターチェンジの東側一帯にあたる。本項では町制前の名称である壬生村（みぶむら）についても述べる。

## 地理
- 山 ： 大塩山、平家ヶ城山、火神城村
- 河川 ： 江の川

## 歴史
- 1889年（明治22年）4月1日 - 町村制の施行により、山県郡壬生村、川西村、川東村、惣森村、川井村、丁保余原村の区域をもって壬生村が成立。
- 1904年（明治37年）5月1日 - 町制を施行し壬生町となる。
- 1954年（昭和29年）11月3日 - 八重町・川迫村・南方村・本地村と合併して千代田町が発足。同日壬生町廃止。

## 出身人物
- 靉光 - 画家。